# Friedrich Bessel
Friedrich Wilhelm Bessel (Minden, 22 juli 1784 – Koningsbergen (nu Kaliningrad), 17 maart 1846) was een Duitse astronoom, wiskundige, natuurkundige en geodeet.
Friedrich Wilhelm Bessel werd geboren in Minden in Duitsland als zoon van een ambtenaar. Op 14-jarige leeftijd werd hij leerjongen in een internationaal handelshuis in Bremen, waarvan hij al spoedig boekhouder werd. Het belang van de scheepvaart voor dat bedrijf zette hem aan zich te verdiepen in vraagstukken over navigatie. Hierdoor kreeg hij belangstelling voor astronomie als middel om de geografische lengte te bepalen.
In 1804 trok Bessel de aandacht van Heinrich Wilhelm Olbers, een belangrijke Duitse astronoom van zijn tijd, door een verfijning aan te brengen in de berekening van de baan van de komeet Halley. Niet lang daarna werd hij assistent van Johann Hieronymus Schröter aan zijn sterrenwacht in Lilienthal bij Bremen. Daar werkte hij aan de waarnemingen van James Bradley om van 3222 sterren de positie nauwkeurig te bepalen. Door dit werk kreeg hij aanzienlijke aandacht en in januari 1810, op 25-jarige leeftijd, werd hij door koning Frederik Willem III van Pruisen benoemd tot hoogleraar in de astronomie, en de eerste directeur van de nieuwe sterrenwacht van Koningsbergen. Daar verrichtte hij meer dan 75.000 positiebepalingen van sterren.
Bessel hield zich met zowel de theoretische als de praktische astronomie bezig. Hij bepaalde de precessie, de nutatie, de aberratie en de helling van de ecliptica én hij gaf aan hoe bij het verrichten en bewerken van waarnemingen een grotere nauwkeurigheid kan worden bereikt.
Hij werd beroemd doordat hij in 1838 als eerste erin slaagde de afstand tot een ster te bepalen (61 Cygni). Dit deed hij door het meten van de parallax: de schijnbare verplaatsing van de betrekkelijk nabije sterren ten opzichte van de achtergrond van ver verwijderde sterren. In zijn Untersuchungen über die Veränderlichkeit der eignen Bewegung der Fixsterne, in 1844, sprak hij op grond van de veranderlijke eigen beweging van vaste sterren als Sirius en Procyon de onderstelling uit dat deze sterren dubbelsterren zijn, wat later bevestigd werd. Verder verrichtte Friedrich Wilhelm Bessel onderzoek van kometen, meteorenzwermen en de Saturnusringen.
Hij was ook een uitstekende wiskundige, want hij ontwikkelde wiskundige methoden die hem bij zijn astronomische berekeningen van pas kwamen. De naar hem genoemde besselfuncties als oplossingen van de gelijknamige klasse van differentiaalvergelijkingen zijn er bekende voorbeelden van. Zij spelen een rol bij het berekenen van verstoringen van planeetbanen, maar hebben veel andere toepassingen gevonden in de mathematische fysica. 
Voor de geodesie heeft Bessel nuttige methoden ontwikkeld met betrekking tot de afplatting van de aarde en de diameter van de aarde. Deze vormen de grondslag van het nu algemeen verbreide Gauss-Krüger-coördinatensysteem voor landkaarten. De Ellipsoïde van Bessel is ook de basis van het Nederlandse RD-coördinatenstelsel. Ook zijn werk over zijn onderzoek naar de lengte van de secondeslinger en de bepalingen van de afmetingen van de aardellipsoïde uit graadmetingen waren en zijn nog steeds zeer belangrijk. 
De planetoïde 1552 Bessel, een krater in de Mare Serenitatis op de maan  en de Besselfjord in Oost-Groenland zijn naar hem vernoemd.